# Massiges
Massiges és un municipi francès, situat al departament del Marne i a la regió del Gran Est. L'any 2007 tenia 50 habitants.

## Demografia

### Població
El 2007 la població de fet de Massiges era de 50 persones. Hi havia 28 famílies, de les quals 12 eren unipersonals (8 homes vivint sols i 4 dones vivint soles), 4 parelles sense fills, 8 parelles amb fills i 4 famílies monoparentals amb fills.
La població ha evolucionat segons el següent gràfic:
Habitants censats

### Habitatges
El 2007 hi havia 33 habitatges, 27 eren l'habitatge principal de la família, 3 eren segones residències i 2 estaven desocupats. 31 eren cases i 1 era un apartament. Dels 27 habitatges principals, 25 estaven ocupats pels seus propietaris, 1 estava llogat i ocupat pels llogaters i 1 estava cedit a títol gratuït; 2 tenien dues cambres, 9 en tenien tres, 7 en tenien quatre i 9 en tenien cinc o més. 19 habitatges disposaven pel capbaix d'una plaça de pàrquing. A 16 habitatges hi havia un automòbil i a 5 n'hi havia dos o més.

### Piràmide de població
La piràmide de població per edats i sexe el 2009 era:
| Homes | Edats   | Dones |
| ----- | ------- | ----- |
| 0     | 95 o +  | 0     |
| 0     | 90 a 94 | 0     |
| 0     | 85 a 89 | 0     |
| 0     | 80 a 84 | 0     |
| 0     | 75 a 79 | 0     |
| 12    | 70 a 74 | 12    |
| 0     | 65 a 69 | 4     |
| 0     | 60 a 64 | 0     |
| 4     | 55 a 59 | 0     |
| 4     | 50 a 54 | 0     |
| 0     | 45 a 49 | 0     |
| 4     | 40 a 44 | 0     |
| 0     | 35 a 39 | 4     |
| 0     | 30 a 34 | 0     |
| 0     | 25 a 29 | 0     |
| 0     | 20 a 24 | 0     |
| 8     | 15 a 19 | 0     |
| 0     | 10 a 14 | 0     |
| 0     | 5 a 9   | 0     |
| 0     | 0 a 4   | 0     |

## Economia
El 2007 la població en edat de treballar era de 24 persones, 19 eren actives i 5 eren inactives. De les 19 persones actives 15 estaven ocupades (9 homes i 6 dones) i 4 estaven aturades (2 homes i 2 dones). De les 5 persones inactives 3 estaven jubilades, 1 estava estudiant i 1 estava classificada com a «altres inactius».
Activitats econòmiques
L'únic establiment que hi havia el 2007 era d'una empresa de construcció.
L'únic servei als particulars que hi havia el 2009 era una lampisteria.
L'any 2000 a Massiges hi havia 5 explotacions agrícoles que ocupaven un total de 570 hectàrees.

## Poblacions més properes
El següent diagrama mostra les poblacions més properes.